# Antoni Muntadas
Antoni Muntadas (Barcelona, 1942) és un artista experimental i professor universitari català. És un dels artistes catalans vius de més renom internacional, que treballa en la intersecció entre l'art, les ciències socials i la comunicació.

## Biografia
Antoni Muntadas-Prim i Fàbregas va néixer el 1942 a la ciutat de Barcelona, on va estudiar a l'Escola d'Enginyers Industrials. Des de 1971 ha establert la seva residència a Nova York (Estats Units d'Amèrica).
Un cop a Nova York s'interessà pels fenòmens socials i per les tecnologies, abandonant progressivament la pintura i començant a criticar els mecanismes del mass media, recolzant-se en la utilització del vídeo, la performance, els ordinadors personals i Internet. Durant els anys 70 va ser un dels integrants del Grup de Treball, junt amb altres artistes com Antoni Mercader. Ja el 1974, Muntadas feia crítiques a la globalització dels mitjans de comunicació, amb experiments com Cadaqués Canal Local.
Ha estat professor universitari de la Universitat de San Diego, Escola de Belles Arts de Bordeus, Escola Nacional de Belles Arts de París i la Universitat de São Paulo, entre d'altres.
L'any 1989 col·laborà amb Televisió Espanyola mitjançant la realització d'un programa especial per al programa de televisió Metrópolis anomenat "TVE: Primer Intent".
Al llarg de la seva carrera ha exposat a la Biennal de Venècia, París, São Paulo, Lió, la documenta de Kassel i al Museu Guggenheim (Nova York). Així mateix la seva obra ha estat exhibida al Museu d'Art Modern de Nova York (MoMA), el Museu d'Art Contemporani de Barcelona (MACBA) i el Museu Reina Sofia.

## Obra
Li agrada anomenar els seus treballs escultures socials, inspirant-se en les teories de Joseph Beuys. Els seus treballs són una mena d'artefactes que han de ser activats pels espectadors.

### Projectes
- 1982 - 1992: Stadium
- 1987 : The Board Room
- 1988 : Situación 88, al MNCARS
- 1994 : The File Room
- 1995 : Portraits
- 1995 - 2002 : On Translation
- 2011 : Between the Frames: The Forum (Barcelona), 1983-1993: instal·lació i projecte videogràfic. Actualment forma part de la Col·lecció MACBA, adquirida el 2010 gràcies a la col·laboració de la Fundació Repsol. Es tracta d'un projecte realitzat entre 1983-1993 desenvolupat al llarg de 10 anys on es reuneixen les veus de 156 agents culturals. L'obra es concep en forma de panòptic, amb 7 cel·les.
- 2011 : Situación 2011, al MNCARS

### Altres obres
- Colección documental Between the Frames 1983-1993: Grabaciones originales - Entrevistas íntegras 1983 – 1993. Mèdia, 1983-1993[7]
- Barcelona Distrito Uno. Mèdia, 1976[8]
- Muntadas. Between the Frames (les transcripcions).,[9]
- [On Translation : La imatge]. Collage/ dibuix/ material gràfic, [2002][10]
- m/m / Muntadas. Collage/ dibuix/ material gràfic, 2000[11]
- Quejas / Muntadas. Collage/ dibuix/ material gràfic, 2007[12]
- ...Miedo? / Muntadas. Collage/ dibuix/ material gràfic, 2008[13]
- City museum / Muntadas. Collage/ dibuix/ material gràfic, 1994[14]
- Progressionen 1 : Foto, Film, Dias, Zeichnung : H.P. Adamski […] A. Muntadas [...]. Collage/ dibuix/ material gràfic, 1974[15]
- Warning : perception requires involvement / [Muntadas]. Collage/ dibuix/ material gràfic, 2000[16]
- Attenzione : la percezione richiede impegno / [Muntadas]. Collage/ dibuix/ material gràfic, 2000[17]
- Atenção : percepção requer envolvimento / Muntadas. Collage/ dibuix/ material gràfic, 2003[18]
- Attention : percevoir nécessite de s'engager / Antoni Muntadas. Collage/ dibuix/ material gràfic, 2000[19]
- Muntadas project : 27 September - 10 November, Galeria Joan Prats. Collage/ dibuix/ material gràfic, [2007][20]
- Muntadas project : 27 setembre - 10 novembre, Galeria Joan Prats. Collage/ dibuix/ material gràfic, [2007][21]
- Muntadas. Collage/ dibuix/ material gràfic, [198-?][22]
- La poesía, el arte, la imaginación […] / [Muntadas]. Tridimensional, [1972?][23]
- [On Translation : La imatge]. Collage/ dibuix/ material gràfic, [2002][24]
- Standard : específico, spécifique, specific / [Muntadas]. Collage/ dibuix/ material gràfic, 1989[25]
- Portraits / Muntadas. Collage/ dibuix/ material gràfic, 1995[26]
- m/m Muntadas : catàlogue irraisonné multiplier/médiatiser + 16 documents. Collage/ dibuix/ material gràfic, 2000[27]
- Ladies & gentlemen / Muntadas. Collage/ dibuix/ material gràfic, [2001][28]
- Between the Frames: The Forum (Barcelona). Pintura, 1983 - 1993 (2011)[29]
- Video is television?., 1989[30]
- Political Advertisement VII: 1952-2008., 2008[31]
- Meeting MACBA. Tridimensional, 2002[32]
- Media Sites / Media Monuments. Tridimensional, 2007[33]
- Cartell de l'exposició a la Galeria Cadaqués: Cadaqués Canal Local. Collage/ dibuix/ material gràfic, 1974[34]
- Projecte Cadaqués Canal Local. Collage/ dibuix/ material gràfic, 1974[35]
- Videotape Cadaqués. Fotografia, s.d.[36]
- Punto de información. Barcelona Distrito Uno. Mèdia, 1976[37]
- Punt d'informació. Cadaqués Canal Local. Tridimensional, 1974[38]
- Objeto-poema táctil. Tridimensional, 1972[39]
- TVE: primer intento. Mèdia, 1989[40]
- On Translation: The Audience (Barcelona). Fotografia, 1998 (2002)[41]
- Emissió / Recepció. Mèdia, 1974 (2002)[42]
- On Subjectivity. Tridimensional, 1978[43]
- Portraits. Collage/ dibuix/ material gràfic, 1995[44]
- Portrait. Mèdia, 1994[45]
- CEE. Collage/ dibuix/ material gràfic, 1991[46]
- Standard. Sèrie : \" STANDARD/Especific, Espécifique, Specific\". Fotografia, 1989[47]
- Especific: Peluqueria. Sèrie : \" STANDARD/Especific, Espécifique, Specific\". Fotografia, 1989[48]

## Premis i reconeixements
Apart de diverses beques als EUA i altres països, també ha rebut els següents guardons:
- L'any 1994, rep el "Premi a l'empresa, entitat o persona que hagi destacat més en la projecció a l'exterior de l'art català durant l'any 1992", una categoria dels antics Premis Nacionals d'Arts Plàstiques de la Generalitat de Catalunya.[49]
- L'any 1996 fou guardonat amb el Premi Nacional d'Arts Plàstiques concedit per la Generalitat de Catalunya,[50]
- el 2005 amb el Premi Nacional d'Arts Plàstiques concedit pel Ministeri de Cultura d'Espanya,[51] i
- el 2009 amb el Premi Velázquez d'Arts Plàstiques.[52][53]
- També rebé el Premi GAC 2013 de les Galeries d'Art de Catalunya per a la seva trajectòria.[54][55]